# ギリシャ七賢人

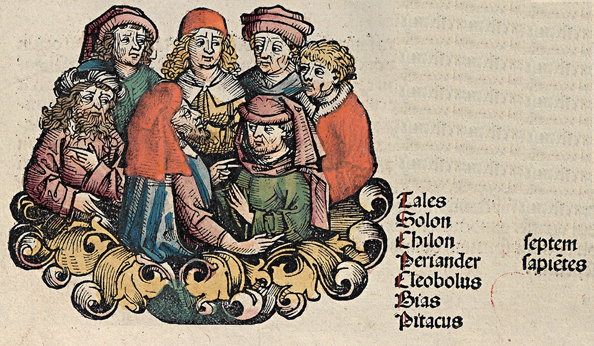
ギリシャ七賢人（『ニュルンベルク年代記』）
タレス、ソロン、キロン、ペリアンドロス、クレオブロス、ビアス、ピッタコス

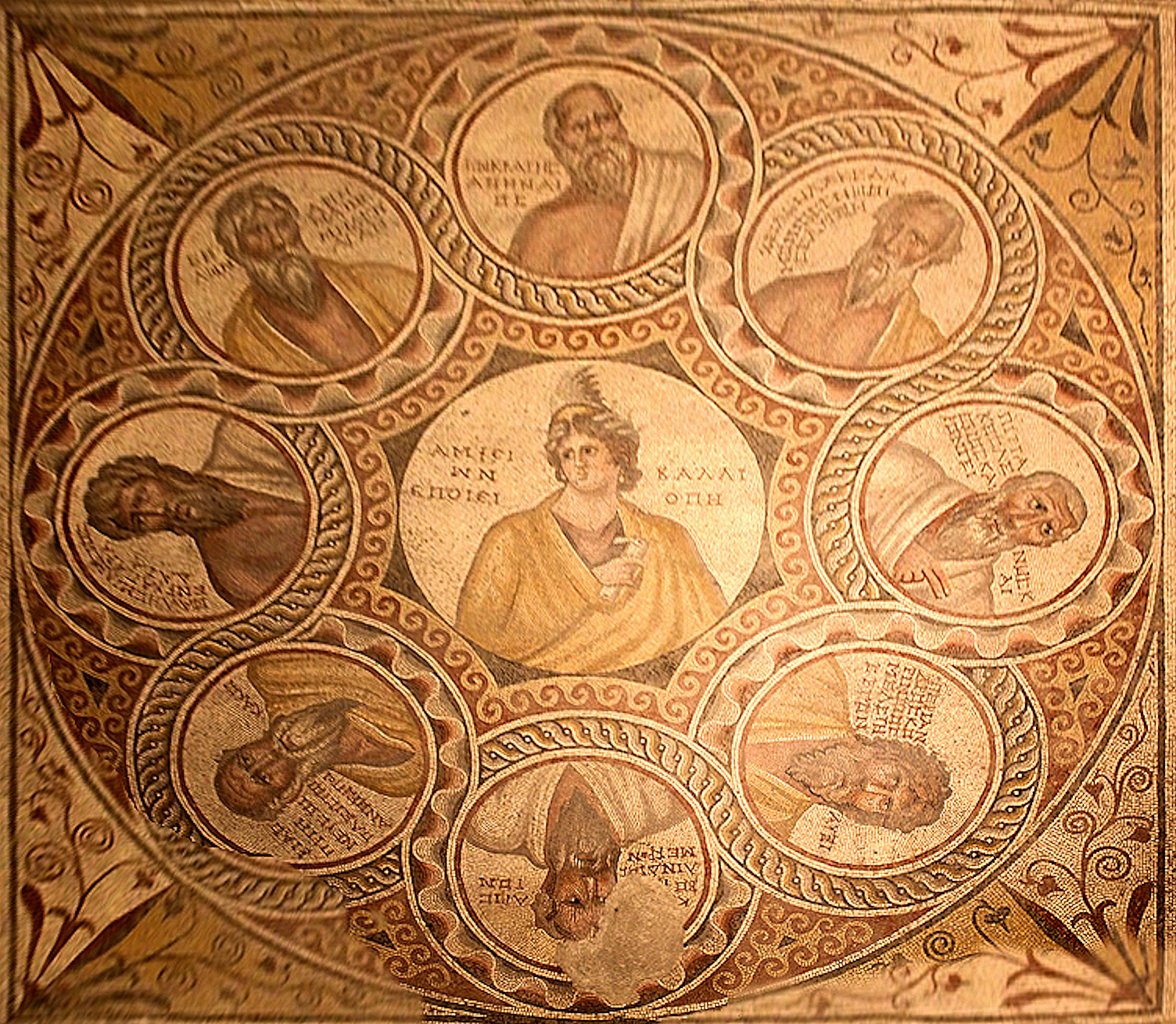
七賢人のモザイク（レバノン・バールベック、1世紀）
中央が女神カリオペー、上から時計回りにソクラテス、キロン、ピッタコス、ペリアンドロス、クレオブロス、ビアス、タレス、ソロン。

ギリシャ七賢人（古代ギリシア語: οἱ ἑπτὰ σοφοί, hoi hepta sophoi）は、紀元前620年から紀元前550年頃に賢いと呼ばれた古代ギリシアの7人の人物たちである。

## 概要
七賢人のメンバーについては古代の書物においてまちまちであり、必ずしも統一されていない。また、「七賢人」とあるが、プルタルコスは『デルフォイのΕについて』において「本来は5人だったが、2人の僭主が徳も持っていないにもかかわらず権力によってその名を奪い取った」と主張している。また、最初に誰がなぜ賢いと呼んだのかは不明である。
プラトンが『プロタゴラス』の中で挙げたのは次の通りである。
- アテナイの立法者ソロン
- ミレトスの哲学者タレス - 「最初の哲学者」として有名。ギザのピラミッドの高さを比率を使って求めた。
- スパルタの民選長官キロン
- プリエネの僭主ビアス
- リンドスの僭主クレオブロス
- ミュティレネの僭主ピッタコス
- ケナイの農夫ミュソン

しかし、ミュソンを挙げているのはプラトンだけで、大抵はその代わりにコリントスのペリアンドロスが挙げられている。ディオゲネス・ラエルティオスによると、七賢人とされる人には多数の説が存在しており、ディカイアルコスが10人、ヒッポボトスが12人、スミュルナのヘルミッポスは17人を候補として挙げている。
七賢人の有名な逸話としては彼らの間で生じた知恵比べがある。海中に沈んでいて、偶然発見された鍛冶の神ヘーパイストスの作った黄金の鼎をめぐってコスとミレトスとの間で戦争が起こった。多くの死者が出たため、彼らはデルフォイで受けた「過去、現在、未来を知ろしめす者」に鼎がたどり着くまでは両国の戦争は終わらないという神託に基づいて賢者として有名だったタレスに鼎を贈ったが、彼は自分にはふさわしくないと他の賢者に譲った。結局鼎は七賢人の間でたらいまわしにされてタレスのもとへ帰ってきた。そこで彼はアポロンに奉納し、神託を伝えるピュティア（巫女）がこの鼎に腰を下ろして神託を語ることになった。